# Chelmer
Chelmer är en civil parish i distriktet Chelmsford, i grevskapet Essex, i England. Civil parishen inrättades den 1 april 2023.